# Krone des Königreichs Württemberg

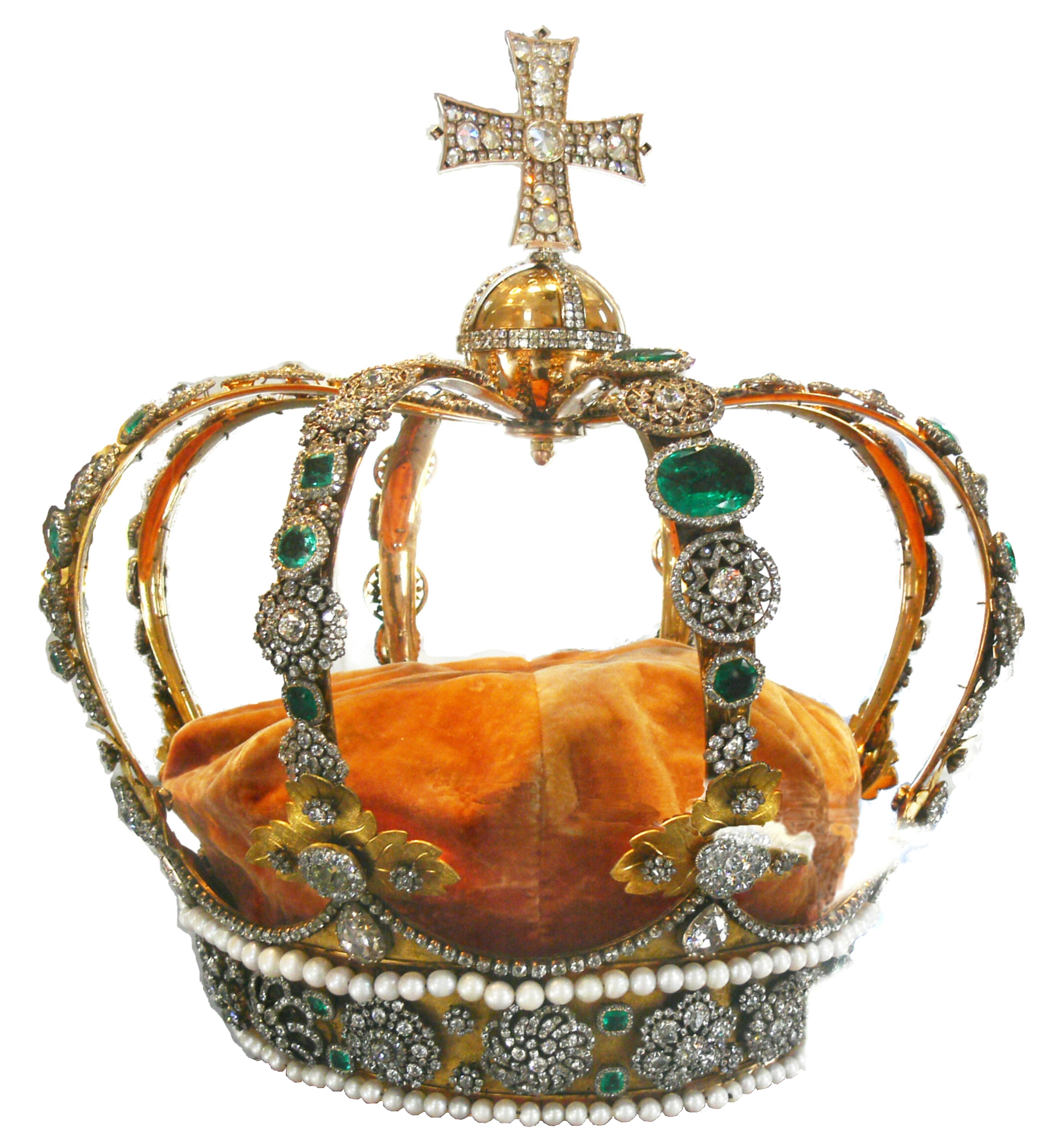
Württembergische Königskrone

Die Krone des Königreichs Württemberg wurde 1806 als Herrschaftszeichen für das neu entstandene Königreich Württemberg gefertigt. 

## Beschreibung
Sie besteht aus Gold, Diamanten und Smaragden sowie Perlen. Der breite Kronreif trägt am oberen und unteren Rand Perlen, dazwischen befinden sich meist sechsblättrige Diamantrosetten. In den Zwischenräumen sitzen kleinere goldgefasste Smaragde oder kleinere Rosetten. Über der oberen Perlenreihe verläuft der Reif wellenförmig mit acht Wellenbergen. Der obere Rand der Wellen ist mit einer Diamantgirlande besetzt. Aus den Wellenbergen wachsen goldene Rebblätter, die dreiteilig und an den Rändern gezackt sind. Die drei Enden der Blätter tragen kleine Diamantrosetten, eine große Diamantrosette sitzt mittig auf dem Blatt. Aus den Blättern steigen die Spangen volutenhaft steil nach außen empor, dellen sich zum Scheitel hin leicht ein und tragen dort den Globus mit Kreuz. Die Spangen sind sehr schmal und tragen verschieden große Diamantrosetten, die meist sternförmig gearbeitet sind und sich teilweise mit diamantgerahmten Smaragden unterschiedlicher Größe abwechseln. Auf dem Globus verlaufen auf dem Äquator und auf vier vertikalen Meridianen Reihen von kleinen Diamanten. Das sehr große Malteserkreuz ist durchbrochen gearbeitet und mit Diamanten belegt. Die unregelmäßige Verzierung der Krone wird durch die Verwendung alter Schmuckstücke, Agraffen und Knöpfe erklärt. Die Krone, welche 34,5 Zentimeter hoch ist und einen Durchmesser von 19 Zentimetern am Reif und 31,5 Zentimetern an den Spangen besitzt, wurde nicht getragen. Verwendung fand sie für Aufbahrungen auf dem Katafalk und bei der Eröffnung des Landtages.

## Geschichte
Sie wurde während keiner Krönung getragen, sondern hatte nur repräsentativen Zweck. Ihr heutiges Aussehen hat die Krone nach der Umgestaltung durch Hofjuwelier August Heinrich Kuhn (1749–1827) erhalten, der im Auftrag König Wilhelms I. handelte. Im Deutschen Krieg 1866 wurde die Krone samt den Kronjuwelen zur Sicherheit in St. Gallen verwahrt und im Deutsch-Französischen Krieg 1870 in Ulm. 1897 wurde die Krone nochmals komplett durch Hofjuwelier Eduard Föhr (1835–1904) restauriert. Am Ende des Ersten Weltkriegs wurden die Kronjuwelen zur Versendung in die Schweiz verpackt. Im April 1945 beschlagnahmten französische Truppen die Kronjuwelen aus einem Tresor einer Bank in Biberach an der Riß. Am 9. März 1948 gab der französische Militärgouverneur Guillaume Widmer die Kronjuwelen im Landtag von Württemberg-Hohenzollern an die Regierung Bock zurück. Die Krone samt den Kronjuwelen befindet sich nach zeitweiliger Verwahrung durch die Stuttgarter Landeszentralbank seit 1971 im Landesmuseum Württemberg.